# ماکس گتسه
ماکس گتسه (انگلیسی: Max Götze; ۱۳ اکتبر ۱۸۸۰ – ۲۹ اکتبر ۱۹۴۴) دوچرخه‌سوار اهل آلمان بود.